# Benoît Chauvet
Benoît Chauvet (* 5. Februar 1981 in Vannes) ist ein französischer Skilangläufer.

## Werdegang
Chauvet nimmt seit 2000 an Wettbewerben der Fédération Internationale de Ski teil. Er trat erstmals bei den Nordischen Junioren-Skiweltmeisterschaften 2001 in Karpacz und Szklarska Poręba in Erscheinung. Dort gewann er Bronze im 30-Kilometer-Massenstartrennen. Sein erstes Weltcuprennen absolvierte er im Dezember 2001 in Cogne, welches er auf dem 72. Platz über 10 Kilometer klassisch beendete. Im November 2004 erreichte er in Gällivare mit dem dritten Platz mit der Staffel seinen ersten und bisher einzigen Podestplatz im Weltcup. Bei den nordischen Skiweltmeisterschaften 2005 in Oberstdorf belegte er den 50. Platz über 15 Kilometer Freistil und den 45. Rang im Sprint. Seine ersten Weltcuppunkte holte er im Januar 2006 in Oberstdorf mit dem 28. Platz im 30-Kilometer-Verfolgungsrennen. Von 2005 bis 2010 nahm er vorwiegend am Alpencup teil, bei dem er bisher vier Rennen gewann und die Saison 2005/06 auf dem zweiten Platz und 2008/09 auf dem dritten Platz in der Gesamtwertung beendete. Im Januar 2009 erreichte er in Whistler mit dem 13. Rang im 30-Kilometer-Verfolgungsrennen seine beste Platzierung in einem Weltcupeinzelrennen. Seit 2010 tritt er bei Rennen der Worldloppet-Serie und der Euroloppet-Serie an, bei denen er 2011 und 2013 den Transjurassienne gewann. 2011, 2012, 2014 und 2016 siegte er beim Marathon de Bessans über 42 Kilometer Freistil. Ebenfalls 2011 wurde er beim La Foulée Blanche Erster über 42 Kilometer Freistil. Im Februar 2013 gewann er beim Gatineau Loppet über 55 Kilometer in der klassischen Technik. 2013, 2014 und 2015 kam er auf den zweiten Platz in der Gesamtwertung des Skilanglauf-Marathon-Cups. Im Dezember 2014 siegte er beim La Sgambeda.

## Erfolge

### Siege bei Continental-Cup-Rennen
| Nr. | Datum             | Ort                     | Disziplin                   | Serie           |
| --- | ----------------- | ----------------------- | --------------------------- | --------------- |
| 1.  | 8. März 2003      | Subiaco                 | 30 km Freistil Massenstart  | Continental Cup |
| 2.  | 11. Dezember 2004 | Davos                   | 10 km klassisch             | Alpencup        |
| 3.  | 7. Januar 2006    | St. Ulrich am Pillersee | 10 km klassisch             | Alpencup        |
| 4.  | 22. Januar 2006   | Taninges                | 15 km klassisch Massenstart | Alpencup        |
| 5.  | 15. März 2009     | Métabief                | 15 km klassisch             | Alpencup        |

### Siege bei Worldloppet-Cup-Rennen
Anmerkung: Vor der Saison 2015/16 hieß der Worldloppet Cup noch Marathon Cup.
| Nr. | Datum             | Ort     | Rennen           | Disziplin                  |
| --- | ----------------- | ------- | ---------------- | -------------------------- |
| 1.  | 13. Februar 2011  | Lamoura | Transjurassienne | 40 km Freistil Massenstart |
| 2.  | 10. Februar 2013  | Lamoura | Transjurassienne | 76 km Freistil Massenstart |
| 3.  | 12. Dezember 2014 | Livigno | La Sgambeda      | 42 km Freistil Massenstart |

### Sonstige Siege bei Skimarathon-Rennen
- 2011 La Foulée Blanche, 42 Kilometer Freistil
- 2011 Marathon de Bessans, 42 Kilometer Freistil
- 2012 Marathon de Bessans, 42 Kilometer Freistil
- 2013 Gatineau Loppet, 55 Kilometer klassisch
- 2014 Marathon de Bessans, 42 Kilometer Freistil
- 2016 Marathon de Bessans, 42 Kilometer Freistil

## Weltcup-Statistik
Die Tabelle zeigt die erreichten Platzierungen im Einzelnen.
- 1.–3. Platz: Anzahl der Podiumsplatzierungen
- Top 10: Anzahl der Platzierungen unter den ersten zehn
- Punkteränge: Anzahl der Platzierungen innerhalb der Punkteränge
- Starts: Anzahl gelaufener Rennen in der jeweiligen Disziplin
- Hinweis: Bei den Distanzrennen erfolgt die Einordnung gemäß FIS.

| Platzierung               | Distanzrennen a | Distanzrennen a | Distanzrennen a | Distanzrennen a | Distanzrennen a | Skiathlon Verfolgung | Sprint | Etappen- rennen b | Gesamt | Team c | Team c  |
| Platzierung               | ≤ 5 km          | ≤ 10 km         | ≤ 15 km         | ≤ 30 km         | > 30 km         | Skiathlon Verfolgung | Sprint | Etappen- rennen b | Gesamt | Sprint | Staffel |
| ------------------------- | --------------- | --------------- | --------------- | --------------- | --------------- | -------------------- | ------ | ----------------- | ------ | ------ | ------- |
| 1. Platz                  |                 |                 |                 |                 |                 |                      |        |                   |        |        |         |
| 2. Platz                  |                 |                 |                 |                 |                 |                      |        |                   |        |        |         |
| 3. Platz                  |                 |                 |                 |                 |                 |                      |        |                   |        |        | 1       |
| Top 10                    |                 |                 |                 |                 |                 |                      |        |                   |        | 1      | 2       |
| Punkteränge               |                 |                 |                 |                 | 1               | 2                    |        |                   | 3      | 3      | 3       |
| Starts                    |                 | 2               | 18              | 6               | 2               | 5                    | 7      |                   | 40     | 3      | 3       |
| Stand: Saisonende 2018/19 |                 |                 |                 |                 |                 |                      |        |                   |        |        |         |